# I dipinti maledetti
I dipinti maledetti (魔女の怪画集?, Majo no kaigashuu, lett. "Il misterioso libro d'arte della strega") è un manga scritto e disegnato da Hachi, pubblicato sul mensile Jump Square di Shūeisha a partire dal 4 novembre 2017.

## Trama
Aisya è una fanciulla orfana che, tramite il proprio sangue, riesce a dare vita a dipinti che possono realizzare i desideri di coloro che li possiedono; con il passare del tempo, la ragazza si accorge però che i dipinti arrecano a chi li conserva orribili conseguenze, tanto da spingere il giovane Loki a intraprendere una particolare missione: recuperare tutti «i dipinti maledetti» e distruggerli. Poco dopo Aisya – divenuta con il passare del tempo sempre più debole per via di un male incurabile – muore, e Loki decide di mantenere la promessa fatta alla ragazza, pur sapendo che alla fine ciò comporterà inevitabilmente anche il suo "suicidio": lui stesso è infatti un disegno di Aisya.

## Manga

### Volumi
| 1 | 2 febbraio 2018 | ISBN 978-4-08-881344-8 | 27 marzo 2019     | ISBN 978-8-82-261287-8 |
| 1 | Capitoli - 1. La strega e la raccolta dei dipinti maledetti - 2. L'amore di una marionetta - 3. L'incontro con qualcosa di familiare           |                        |                   |                        |
| 2 | 4 giugno 2018 | ISBN 978-4-08-881532-9 | 22 maggio 2019    | ISBN 978-8-82-261307-3 |
| 2 | Capitoli - 4. Ricordi - 5. La seconda strega - 6. L'ombra nera di Eshas - 7. Un tramonto bianco                                                |                        |                   |                        |
| 3 | 4 ottobre 2018 | ISBN 978-4-08-881593-0 | 24 luglio 2019    | ISBN 978-8-82-261463-6 |
| 3 | Capitoli - 8. Il calore del corpo - 9. La città della libertà e del caos - 10. Risveglio - 11. Acqua melmosa                                   |                        |                   |                        |
| 4 | 4 febbraio 2019 | ISBN 978-4-08-881733-0 | 25 settembre 2019 | ISBN 978-8-82-261524-4 |
| 4 | Capitoli - 12. "Qualcosa" - 13. Incontro al chiaro di luna - 14. Una dolce bugia - 15. Un posto speciale                                       |                        |                   |                        |
| 5 | 4 giugno 2019 | ISBN 978-4-08-881846-7 | 29 gennaio 2020   | ISBN 978-8-82-261717-0 |
| 5 | Capitoli - 16. Il fiore del bordello - 17. La prova - 18. Situazione d'emergenza - 19. Mona                                                    |                        |                   |                        |
| 6 | 4 ottobre 2019 | ISBN 978-4-08-882088-0 | 29 luglio 2020    | ISBN 978-8-82-261849-8 |
| 6 | Capitoli - 20. Il confine dei cieli - 21. Valore - 22. Il capo della prigione - 23. Scontro violento                                           |                        |                   |                        |
| 7 | 4 febbraio 2020 | ISBN 978-4-08-882213-6 | 25 novembre 2020  | ISBN 978-8-82-262010-1 |
| 7 | Capitoli - 24. Giustizia - 25. "Qualcosa" - 26. La tomba della strega - 27. La strega e il proprietario                                        |                        |                   |                        |
| 8 | 4 giugno 2020 | ISBN 978-4-08-882322-5 | 27 gennaio 2021   | ISBN 978-8-82-262081-1 |
| 8 | Capitoli - 28. Incontro - 29. Le origini della strega - 30. Sacrificio - Capitolo finale. La raccolta dei dipinti miracolosi - Epilogo. Domani |                        |                   |                        |